# Alna (Maine)
Pour les articles homonymes, voir Alna.
Alna est une ville américaine située dans le Comté de Lincoln, dans le Maine. Selon le recensement de 2020, sa population est de 710 habitants.